# Genki Nakayama
Genki Nakayama (jap. 中山 元気 Nakayama Genki; ur. 15 września 1981) – japoński piłkarz występujący na pozycji napastnika.

## Kariera klubowa
Od 2000 do 2012 roku występował w klubach Sanfrecce Hiroszima, Consadole Sapporo, Shonan Bellmare i Renofa Yamaguchi FC.